# 桑鎮 (馬里)
桑鎮是馬里的城鎮，位於該國南部巴尼河以南10公里，由塞古區負責管轄，面積155平方公里，海拔高度279米，2009年人口68,078，人口密度為每平方公里440人，居民主要信奉伊斯蘭教。
同時，它也是馬里傳統紡織品Bògòlanfini的生產中心。

## 友好城市
馬里和以下城市為友好城市：
肖蒙，1995年起